# Districte de Nový Jičín
El districte de Nový Jičín - (txec) Okres Nový Jičín - és un districte de la regió de Moràvia i Silèsia, a la República Txeca. La capital és Nový Jičín.

## Llista de municipis
Albrechtičky - Bartošovice - Bernartice nad Odrou - Bílov - Bílovec - Bítov - Bordovice - Bravantice - Frenštát pod Radhoštěm - Fulnek - Heřmanice u Oder - Heřmánky - Hladké Životice - Hodslavice - Hostašovice - Jakubčovice nad Odrou - Jeseník nad Odrou - Jistebník - Kateřinice - Kopřivnice - Kujavy - Kunín - Libhošť - Lichnov - Luboměř - Mankovice - Mořkov - Mošnov - Nový Jičín - Odry - Petřvald - Příbor - Pustějov - Rybí - Sedlnice - Skotnice - Slatina - Spálov - Starý Jičín - Studénka - Suchdol nad Odrou - Šenov u Nového Jičína - Štramberk - Tichá - Tísek - Trnávka - Trojanovice - Velké Albrechtice - Veřovice - Vražné - Vrchy - Závišice - Ženklava - Životice u Nového Jičína